# Brownfield, Maine
Brownfield är en kommun (town)  i Oxford County i den amerikanska delstaten Maine med en yta av 119,5 km² och en folkmängd som uppgår till 1 251 invånare (2000). Brownfield grundades den 20 februari 1802.

## Kända personer från Brownfield
- Paris Gibson, politiker, senator för Montana 1901-1905